# Nick Swardson
Nicholas Roger "Nick" Swardson (Mineápolis; 9 de octubre de 1976) es un actor, comediante y escritor estadounidense, más conocido por su papel recurrente como Terry Bernardino en la serie Reno 911! del canal Comedy Central, por su trabajo en la empresa Happy Madison, y por su programa de televisión Nick Swardson's Pretend Time.

## Filmografía

### Películas
- Almost Famous (2000)
- The Det. Kent Stryker One-Man (2001)
- The Girls Guitar Club (2001)
- Pretty When You Cry (2001)
- Malibu's Most Wanted (2003)
- Grandma's Boy (2006)
- The Benchwarmers (2006)
- Art School Confidential
- Click (2006)
- Reno 911!: Miami (2007)
- Blades of Glory (2007)
- I Now Pronounce You Chuck and Larry-Los declaro Marido y Larry (2007)
- Superbad (2007)
- You Don't Mess with the Zohan-No te metas con Zohan (2008)
- House Bunny (2008)
- Bolt (2008)
- Bedtime Stories (2008)
- Bucky Larson: Born to Be a Star  (2011)
- Just Go with It-Una esposa de mentira (2011)
- 30 Minutes or Less (2011)
- A Haunted House (2013)
- Grown Ups 2-Son como niños 2 (2013)
- Back in the Day (2014)
- Jason Nash Is Married (2014)
- Body High (2014)
- Hell & Back (2014)
- The Do Over (2016)
- La otra Missy (2020)[1]
- Leo (2023)[2]

### Televisión
- Spring Break Lawyer (2001) - Jack the Pee Boy (Telefilme).
- Comedy Central Presents (2001, 2006) - Él mismo (programa de stand-up)
- Reno 911! (2003–2009) - Terry Bernardino/Jaspermans
- Cheap Seats (2004) - sobrino de Bruce Jenner (1 episodio)
- The Showbiz Show with David Spade (2005–2007) - Scotty Kangaroojus
- Gay Robot (2006) - Rick/voz del Robot Gay (piloto)
- Human Giant (2007) - Agente de Rob (1 episodio)
- Cavemen (2007) - Ray (1 episodio)
- Seriously, Who Farted? (2009) - Él mismo (especial de stand-up)
- For the Win (2011) - Bucky Larson (1 episodio)
- Pretend Time (2010-2011) - Varios (15 episodios)
- Aim High (2011) - Deuce (2 episodios)
- The High Fructose Adventures of Annoying Orange (2012) - Jittery Guy/Jason Jr. (2 episodios)
- Massholes (2013) - Él mismo (1 episodio)
- Chozen (2014) - Troy (10 episodios)
- TripTank (2013-2014) Beth/Killer Bee 1/Massage Guy (4 episodios)

### Como escritor
- Malibu's Most Wanted (2003)
- Gay Robot (2004)
- Calling Home (2004)
- Grandma's Boy (2006)
- The Benchwarmers (2006)
- Gay Robot (Pilot) (2006)
- I Now Pronounce You Chuck and Larry (2007)
- You Don't Mess With The Zohan (2008)
- Seriously, Who Farted? (2009)
- Nick Swardson's Pretend Time (2010)
- Bucky Larson: Born to Be Star  (2011)